# Château de La Vallière
Ne doit pas être confondu avec Hôtel de Lavallière.
Le château de La Vallière est un château des XIVe, XVIe et XVIIe siècles inscrit au titre des monuments historiques depuis 1977.
Construit sur l'emplacement d'une forteresse du XIVe siècle, il domine le village de Reugny, dans le département d'Indre-et-Loire, sur le coteau de la rive gauche de la Brenne.

## Histoire
La Vallière était un fief qui relevait de la châtellenie de Rochecorbon. Possédé au début du XVIe siècle par la famille de Beaumanoir-Lavardin, il fut acquis par Laurent de La Baume Le Blanc, maire de Tours en 1558. En 1650 le fief fut érigé en châtellenie en faveur de Laurent de La Baume Le Blanc, deuxième du nom. En mai 1667 le domaine fut réuni à ceux de Vaujours, de Châteaux et de Saint-Christophe et érigé en duché en faveur de Louise de La Baume Le Blanc, duchesse de La Vallière et maîtresse de Louis XIV. Les héritiers de Louise de La Vallière se succédèrent jusqu'à la Révolution, dans la possession du château.

### Seigneurs, puis propriétaires
- Laurent II Le Blanc (mort vers 1583), seigneur de Choisy-sur-Seine, achète la seigneurie de La Vallière le 5 septembre 1542, maire de Tours (1558-1559).
- Laurent III Le Blanc (1559-1614), seigneur de La Vallière et de La Roche, fils du précédent.
- Jean de La Baume Le Blanc (1580-1647), seigneur de La Vallière, baron de la Papelardière, maire de Tours, fils du précédent.
- Laurent V de La Baume Le Blanc (1611-1651), seigneur de La Vallière, fils du précédent.
- Jean-François de La Baume Le Blanc (1642-1676), marquis de La Vallière, fils du précédent et frère de Louise.
- Charles-François de La Baume Le Blanc (1670-1739), 3e duc de La Vallière (1723), lieutenant-général, gouverneur du Bourbonnais, fils du précédent.
- Louis-César de La Baume Le Blanc (1708-1780), 4e duc de La Vallière, pair de France, grand fauconnier, fils du précédent.
- Adrienne de La Baume Le Blanc de La Vallière (1740-1812), duchesse de Châtillon (par son mariage avec Louis-Gaucher de Châtillon, duc de Châtillon, lieutenant-général, pair de France, grand fauconnier de France), fille du précédent.
- Amable-Émilie de Châtillon (1761-1840). duchesse de Châtillon, duchesse d'Uzès (par son mariage avec Marie-François-Emmanuel de Crussol, duc d'Uzès, pair de France), fille de la précédente.
- Alexandre Célestine Zoé Emmanuelle Thimarette de Crussol d'Uzès (1785-1866), marquise de Rougé (par son mariage avec Bonabes Louis Victurnien Alexis de Rougé, marquis de Rougé), fille de la précédente.
- Jean de Rougé (1846-1898), comte de Rougé, petit-fils de la précédente.
- Madame Flavie Thérèse Carlier de Gerson, jusqu'au 18 octobre 1881.
- Paul Frédéric Charles Auguste Adolphe, comte de Montessuy (né en 1844 à Berlin) aidé par sa tutrice — sa mère — Pauline Madeleine Ximenès à partir du 18 octobre 1881[Note 1].
- Le baron de Dammartin à partir de 1903[2].
- M. de la Verteville à partir de 1921[2].
- Le colonel et Mme Bazin de Jessey à partir de 1948[2].
- Leur fille Annie Bazin de Jessey et son mari Olivier Lecerf[3].
- En novembre 2015, les héritiers de M. et Mme Olivier Lecerf mettent le château en vente[4].
- Xavier Aubry, vétérinaire et entrepreneur, l'achète en 2018 pour son épouse Mira Grebenstein[5] avec pour projet d'en faire un hôtel de luxe.

### Archives
Le fonds documentaire du château de La Vallière a été déposé aux Archives départementales d'Indre-et-Loire (cote 65J) en 1992, divers documents familiaux, titres de propriété et mémoires de gestion ont fait l'objet d'un second dépôt en mars 2015 (cote 249J).

## Architecture

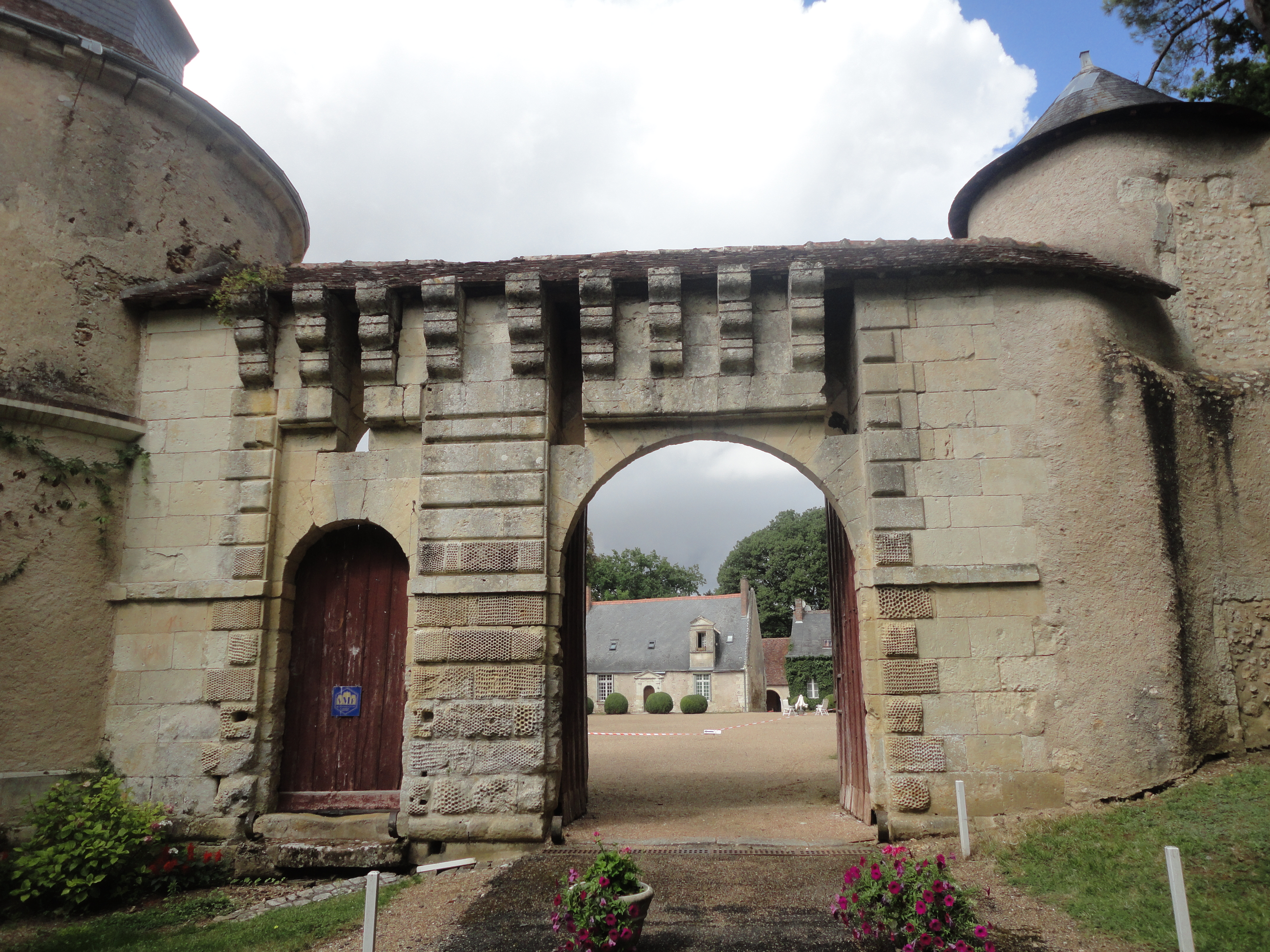
L'entrée du château.

De la forteresse primitive, il ne reste qu'une porte accompagnée d'une poterne, ouverte dans une muraille qui a conservé ses mâchicoulis et qui réunit deux tours cylindriques remaniées, d'inégal diamètre. Dans le parement subsistent les rainures du pont-levis qui franchissait les douves actuellement comblées. Le château fut reconstruit dans la seconde moitié du XVIe siècle, probablement par Laurent de La Baume Le Blanc. Seul un pavillon rectangulaire en subsiste, accompagné à l'est d'une haute tour carrée contenant une vis de pierre et couronnée d'un dôme. Cette tour ne fait pas saillie sur la façade orientale qu'elle partage en deux petits pavillons secondaires, coiffés chacun d'une toiture particulière à la française, où se remarque, comme au haut de la tour, une lucarne à fronton brisé. À gauche de cette tour, au rez-de-chaussée, un petit portique ménagé dans la façade précède la porte d'accès, autrefois surmontée d'armoiries qui ont été mutilées.
À l'intérieur on remarque, au premier étage, deux cheminées dont l'une a son manteau orné d'une plaque de marbre où sont gravées les devises : Ad principem ut ad ignem et Amor indissolu, ainsi que le monogramme des La Baume Le Blanc. Au-dessus de l'autre cheminée est une peinture champêtre avec personnages en costumes du temps de Henri III. Au nord du pavillon se développait un corps de logis de la même époque qui a disparu, et qui a été remplacé par une construction moderne. Du côté nord de la cour subsiste un petit bâtiment composé d'un rez-de-chaussée et d'un comble, avec porte à fronton et lucarne qui est également du XVIe siècle. Au-delà du château une curieuse grange dont la porte, voûtée en plein cintre, supporte un escalier droit appliqué à la façade, est, elle aussi, contemporaine du château des La Baume Le Blanc.

## Un château privé
Le château est implanté sur un terrain de 18,8 hectares agrémenté de jardins à la française et d’une forêt comprenant des arbres centenaires (chênes, marronniers, cèdres, hêtres). D'une surface de 914 m2, il est composé de 40 pièces (9 chambres dont 2 suites parentales, 2 salons, une salle à manger, une bibliothèque, 4 salles de bains, 3 salles d’eau). En 2015, il est mis en vente pour 1,785 million d’euros.

### Protection
La porte fortifiée, les façades et toitures du château, de la tour et de l'ancienne fuye encadrant la porte du bâtiment en équerre par rapport au château, du petit bâtiment parallèle au nord-est et de la grange, ainsi que la partie subsistante du mur d'enceinte à l'est, font l’objet d’une inscription au titre des monuments historiques depuis le 26 mai 1977.

### Restauration et transformation en hôtel et restaurant
Acquis en 2018 par Mira Grebenstein et Xavier Aubry, le château est devenu un hôtel de luxe qui ouvre au public le 15 octobre 2022. En juillet 2018, un reportage est diffusé sur M6 dans l'émission Zone interdite et en janvier 2023, une séquence est diffusée dans l'émission Secrets d'Histoire. L'hôtel (Relais et Châteaux) de 20 chambres est entièrement meublé dans l'esprit de l'époque par le décorateur Jacques Garcia, son restaurant L’Amphitryon (chef Jeffrey Pestana) sert une cuisine inspirée du XVIIe siècle.

### Polémique sur la création d'un nouveau bâtiment
En 2022, le propriétaire demande au même Jacques Garcia de concevoir un projet de bâtiment de 1 250 m2 au sol (4 000 m2 sur trois étages) pour accueillir un incubateur de start-up. Le premier lieu d'implantation envisagé est hors du parc du château, à 100 m de celui-ci, une autre option étant à 480 mètres, tous les deux dans un périmètre inférieur aux 500 mètres de protection des monuments historiques ,. Les Bâtiments de France émettent initialement des réserves sur l’intérêt d’une telle construction à 100 m du château ,.
Le second lieu d'implantation à 480 m du château est alors envisagé : une parcelle agricole de 2 ha en bordure de départementale, récemment reboisée, sans vis-à-vis avec le château. Le projet en est actuellement au stade des études environnementales et est soutenu par la délégation régionale académique à la recherche et à l'innovation (DRARI).
Le limogeage, le 7 décembre 2022, de Marie Lajus, préfète d'Indre-et-Loire, déclenche une polémique nationale, lancée par Le Canard enchaîné et relayée par la presse,,,. Selon Le Canard enchaîné, la préfète a été limogée par le ministre de l'Intérieur Gérald Darmanin, sous l'influence d'élus locaux ,,. Gérald Darmanin répond que le départ de Marie Lajus « n’a rien à voir avec un projet immobilier » ,.